# 5091 Isakovskij
5091 Isakovskij eller 1981 SD4 är en asteroid i huvudbältet som upptäcktes den 25 september 1981 av den ryska astronomen Ljudmila Tjernych vid Krims astrofysiska observatorium på Krim. Den är uppkallad efter den rysk-sovjetiske poeten Michail Isakovskij (1900–1973).
Asteroiden har en diameter på ungefär fjorton kilometer och den tillhör asteroidgruppen Hoffmeister.